# André Jean Baptiste Robineau-Desvoidy
André Jean Baptiste Robineau-Desvoidy (Saint-Sauveur-en-Puisaye, 1º gennaio 1799 – Parigi, 25 giugno 1857) è stato un medico ed entomologo francese, noto principalmente per i suoi studi sui ditteri e, anche se meno marcatamente, coleotteri.

## Biografia
Robineau-Desvoidy studiò medicina a Parigi, dando tuttavia la tesi a Montpellier. Ha iniziato a praticare la professione di medico a Saint-Sauveur-en-Puisaye, sua città natale, riscuotendo molto successo in quanto, talvolta, dimenticava di chiedere un compenso.
Molto presto si interessò all'entomologia e in particolare ai ditteri. La sua prima pubblicazione fu dedicata ai tachinidi e gli valse le congratulazioni dei suoi ex professori: Pierre André Latreille (1762-1833), André Marie Constant Duméril (1774-1860) e Henri-Marie Ducrotay de Blainville (1777-1850), che scrisse una relazione entusiastica che Georges Cuvier (1769-1832) stesso firmò. Robineau-Desvoidy si interessa allora a molti aspetti della storia naturale: l'apparato olfattivo dei crostacei (1820), l'anatomia della proboscide dei ditteri (1821), l'anatomia della cuticola degli artropodi (1822). Ha dedicato le sue Recherches sur l'organisation vertébrale des crustacés, des aracnides et des insectes (1828) a Étienne Geoffroy Saint-Hilaire (1772-1844). Nel 1830, pubblicò uno studio sui tachinidi in cui descrisse 3.000 specie. Oltre al suo lavoro entomologico, pubblicò anche studi geologici e paleontologici.
Molto solitario e con un temperamento aggressivo, si scontrò con Cuvier, Latreille, de Blainville e Pierre Justin Marie Macquart (1778-1855). Nel suo testamento, chiese di essere sepolto nella sua proprietà di Saint-Sauveur-en-Puisaye in presenza del suo cavallo e del suo cane. La sua ricchissima collezione di ditteri fu donata al Museo nazionale di storia naturale di Parigi solo nel 1931, in un avanzato stato di degrado.

## Opere
Di seguito si elenca un estratto delle sue opere:
- (FR)  Essai sur la tribu des culicides. Mém. Soc. Hist. Nat. Paris 3 : 390-413 (1827).
- (FR)  Essai sur les myodaires. Mém. Pres. Div. Sav. Acad. R. Sci. Inst. Fr. 2 (2), 813 p. (1830) (lire en ligne).
- (FR)  Notice sur le genre fucellie, Fucellia, R.D., et en particulier sur le Fucellia arenaria. Ann. Soc. Entomol. Fr. 10 : 269-72. (1842).
- (FR)  Myodaires des environs de Paris [part]. Ann. Soc. Entomol. Fr. (2) 6 : 429-77. (1849). Cet article marque le début d'une série dont la première partie a pour titre "Études sur les myodaires des environs de Paris." Ces parties paraissent dans Ann. Soc. Entomol. Fr. (2) 2 : 5-38 (1844) ; (2) 4 : 17-38 (1846) ; (2) 5 : 255-87 (1847) ; (2) 6 : 429-77 (1849) ; (2) 8 : 183-209 (1850) ; (2) 9 : 177-90, 305-21 (1851).
- (FR)  Mémoire de M. Léon Dufour où il donne la description de la larve et des mœurs d'une muscide, larve qui vit du sang de petites hirondelles. Bull. Soc. Entomol. Fr. (2) 7 : iv-v. (1849)
- (FR)  Description d'agromyzes et de phytomyzes écloses chez M. le colonel Goureau. Rev. Mag. Zool. (2) 3 : 391-405. (1851)
- (FR)  Diptères des environs de Paris. Famille des myopaires. Bull. Soc. Sci. Hist. Nat. L'Yonne 7 : 83-160. (1853).
- (FR)  Histoire naturelle des diptères des environs de Paris. Œuvre posthume du Dr Robineau-Desvoidy. Publiée par les soins de sa famille, sous la direction de M.H. Monceaux. 2 volumes. Masson et Fils, Paris. 1 500 p. (1863) Notice bibliographique de la BNF

| Robineau-Desvoidy è l'abbreviazione standard utilizzata per le specie animali descritte da André Jean Baptiste Robineau-Desvoidy. Categoria:Taxa classificati da André Jean Baptiste Robineau-Desvoidy |